# Journalförande filsystem
Att ett filsystem är Journalförande filsystem betyder att det är ett filsystem som loggar ändringar i en journal (vanligtvis i en logg i ett speciellt allokerat område på hårddisken) före skrivning till "huvudfilsystemet".
Detta gör att filsystemet inte blir korrupt lika lätt vid t.ex. en systemkrasch eller ett strömavbrott.

## Exempel
Några förekommande journalförande filsystem är:
- ext3
- ext4
- UFS
- SFS
- ReiserFS
- NTFS
- HFS+